# 2I/Borisov
2I/Borisov (prethodno C/2019 Q4) je komet koji nije iz Sunčevog sustava, odnodno komet je međuzvjezdani objekt. Komet 2I/Borisov otkrio je 30. kolovoza 2019. godine amater- astronom Genadij Borisov koji je promatrao svemir iz Krimskog opservatorija. 2I/Borisov je komet s kratkim repom, vidljiv astronomima. Najvjerojatnije širok nekoliko kilometara, približio se Suncu 7. prosinca 2019. na udaljenosti od točno 2 astronomske jedinice i nastavio je svoj put dalje iz Sunčevog sustava.
Brzina 2I/Borisova trenutno se kreće oko 177 tisuća kilometara na sat, a znanstvenici prognoziraju da je pored Marsa protutnjao još u listopadu i to s vanjske strane njegove orbite, nakon čega se 28. prosinca 2019. približio Zemlji i to na oko 290 milijuna kilometara udaljenosti.
Ovaj međuzvjezdani komet ispušta vodenu paru, odnosno vodu nastalu oko druge zvijezde. Druge analize su otkrile da međuzvjezdani komet također proizvodi cijanid i dvoatomski ugljik; dvije tvari uobičajene kod kometa unutar našeg Sunčevog sustava. Znanstvenici koji su analizirali njegov sastav pomoću svemirskog teleskopa Hubble (HST) otkrili su da 2I/Borisov također ima neke upečatljive razlike. Otkriveno je da Borisov sadrži mnogo više ugljičnog monoksida od kometa našeg sunčevog sustava, sugerirajući da potječe od crvenog patuljka - zvijezde znatno hladnije od našeg Sunca. Možda ga je gravitacijskim utjecajem izbacio plinoviti div, slično načinu na koji je Jupiter svojom moćnom gravitacijom promijenio putanje kometa i asteroida u našem Sunčevom sustavu.
Ovo otkriće nam daje informacije o jezgri kometa, elementima i spojevima koje izbacuje te o zvjezdanom disku iz kojeg je nastao.
2I/Borisov je drugi međuzvjezdani objekt kojeg su znanstvenici uspjeli 'uhvatiti' teleskopima prije nego što je protutnjao kroz naš sustav. Prvi poznati posjetitelj bila je duguljasta stijena Oumuamua za koju se čak tvrdilo da je mogla biti izvanzemaljskog podrijetla. Oumuamua je letjela puno bliže Zemlji - na udaljenosti od oko 24 milijuna kilometara.
Komet 2I/Borisov bi trebao ostati vidljiv teleskopima do rujna 2020. godine.

## Raspad
Tijekom 2020. godine astronomi su uočlili da se komet 2I/Borisov se počeo raspadati. Na slikama svemirskog teleskopa Hubble uočen je odlomljeni komad koji se odvojio od jezgre. Kometi se mogu raspasti odlamanjem malih komada i postupnim drobljenjem jezgre dok ne preostane ništa. Moguće je, međutim, da komad koji se odvojio od Borisova i nije tako mali i da je zapravo na djelu neki dramatičniji proces. Astronom David Jewitt navodi tri scenarija koja su možda mogla dovesti do ovog raspada jezgre međuzvjezdanog kometa. Onaj koji je najdramatičniji - udar nekog drugog tijela - malo je vjerojatan imajući u vidu koliko je prazan prostor i koliko je neobična Borisova orbita u usporedbi s objektima rođenim u našem Sunčevom sustavu. Drugi razlog bi mogao biti nagli porast tlaka unutar jezgre, do kojega je došlo kada je toplina Sunca, upijena prilikom prolaska kometa kroz perihel prije četiri mjeseca, stigla do usađenih naslaga vrlo lako hlapljivih tvari, poput leda ugljičnog monoksida i dioksida. Sublimacija tih tvari bi bila praktično eksplozivna i mogla bi lako izazvati raspad kometa. Manjakavost takvog scenarija je da kometi baš i nisu poznati po nepropusnosti. Oni su, zapravo, prilično porozni i plin oslobođen u njihovoj unutrašnjosti bi vjerojatno iscurio kroz površinu i prije negoli bi tlak narastao u dovoljnoj mjeri da dođe do "eksplozije". Možda najvjerojatnije tumačenje u ovom trenutku kaže da se komet prilikom susreta sa Suncem zagrijao asimetrično, nakon čega je s jedne njegove strane - one na kojoj je unutrašnjost sada više izložena toplini - dolazilo do većeg odbacivanja materijala, negoli na onoj drugoj strani. To strujanje leda i prašine s jedne strane kometa izazivalo je u proteklim mjesecima polagano ubrzavanje vrtnje jezgre, pri čemu je rasla i cetrifugalna sila. Upravo bi ta sila mogla biti odgovorna za odcjepljenje komada krhkog kometa.
Studija o fragmenatciji 2I/Borisova objavljena 6. travnja 2020., pokazala je da na Hubbleovim snimkama nalazi samo jedan dio kometa, dok je drugi, odlomljeni dio, nestao.

## Galerija
- 2I/Borisov, promatran NASA-inim Hubble teleskopom. Zvijezde se vide kako strše u pozadini.
- Komet 2I/Borisov i udaljena galaksija u studenom 2019. godine
- Put 2I/Borisova
- Putanja kometa 2I/Borisova